# Choerodon azurio
Choerodon azurio är en fiskart som först beskrevs av Jordan och Snyder, 1901.  Choerodon azurio ingår i släktet Choerodon och familjen läppfiskar. IUCN kategoriserar arten globalt som otillräckligt studerad. Inga underarter finns listade i Catalogue of Life.